# D'Entrecasteaux-eilanden
De D'Entrecasteaux-eilanden vormen een eilandengroep oostelijk van Papoea-Nieuw-Guinea in de Salomonzee. De drie grootste eilanden heten (van west naar oost) Goodenough, Fergusson en Normanby.
De eilandengroep strekt zich uit over 160 km en heeft een totale oppervlakte van 3100 km². De eilanden zijn vulkanisch met bergen tot 2566 meter hoog (Goodenough).
De eilandengroep is vernoemd naar de Franse zeevaarder Antoine de Bruni d'Entrecasteaux, die de groep in 1792 als eerste Europeaan beschreef.